# 沙特阿拉伯—烏克蘭關係
沙烏地阿拉伯－烏克蘭關係是沙烏地阿拉伯和烏克蘭之間的外交關係。沙烏地阿拉伯於1992年承認烏克蘭獨立。兩國於1993年4月建立外交關係。 沙烏地阿拉伯在基輔設有大使館。  烏克蘭在利雅德設有大使館，在吉達設有名譽領事館。
在聯合國大會第68/262號決議中，沙烏地阿拉伯對“烏克蘭的領土完整”投了贊成票，大力支持烏克蘭。
2023年2月27日，乌克兰总统泽连斯基在基辅会见了到访的沙特外交大臣费萨尔·本·法尔汉·阿勒沙特。这是两国建交以来沙特外交大臣首次到访乌克兰。沙特将向乌克兰提供4.1亿美元作为人道主义援助资金。
2025年3月，烏克蘭總統澤倫斯基訪問沙烏地阿拉伯，推動俄烏戰爭和談。美國表示希望在停火框架上取得進展，儘管澤倫斯基並未出席與美國官員的相關會談。

## 外部連結
- Ukrainian embassy in Riyadh
- Saudi Ambassador to Ukraine （页面存档备份，存于）
- About Saudi-Ukrainian Relations （页面存档备份，存于）
- Saudi Embassy to Ukraine Home Page （页面存档备份，存于）